# ムコ多糖症
ムコ多糖症（ムコたとうしょう、Mucopolysaccharidosis、MPS）は、遺伝的な要因による先天性代謝異常症であるライソゾーム病の一種である。医学上の正式名はムコ多糖代謝異常症。日本では、特定疾患に指定されている。
リソソーム内の加水分解酵素の先天的欠損あるいは異常により、リソソーム内にムコ多糖の一種であるグリコサミノグリカン（GAG）が蓄積する疾患である。GAGは人体内で細胞間結合に寄与する役割がある。
原因となる遺伝子によっていくつかの類型に分けられており、それら遺伝子の染色体上の位置により常染色体劣性遺伝と性染色体劣性遺伝の2種類に分類される。なお、ムコ多糖症I型は前者、ムコ多糖症II型は後者にあたる。
また、同一酵素の欠損あるいは異常は、遺伝子配列などの因子により程度が異なっており、病態の進行度、重篤度は患者間で大きな差が見られる。

## ムコ多糖症の病型
ムコ多糖症は以下のようにI型〜IX型の病型に分けられている。医療者向け資料などではMPSという略称で使う事が多いようで、例えばムコ多糖症I型の場合MPS Iと表記する。なお、以下の記述中のオーストラリアでの発症率はMeikleらの論文による。ただし、発症例は各病型数十名程度しか存在しないため、統計的誤差は多分に含んでいると考えられる点に注意されたい。
- MPS I型
リソソーム酵素であるα-L-イズロニダーゼは、GAGの一種であるデルマタン硫酸とヘパラン硫酸のα-L-イズロン酸を加水分解する酵素であり、MPS I患者においては常染色体劣性遺伝により先天的に欠損している。本酵素の欠損によりリソソーム中にデルマタン硫酸やヘパラン硫酸が蓄積することにより、MPS I患者においては慢性かつ進行性の、多様な症状を示す。MPS Iはさらに重症型のMPS I H型（ハーラー症候群; Hurler syndrome）、中間型のMPS I H-S型（ハーラー-シャイエ症候群; Hurler-Scheie syndrome）および軽症型のMPS IS型（シャイエ症候群; Scheie syndrome）に分類される。オーストラリアでの発症率は148,000人に1人である。
1994年、組換えα-L-イズロニダーゼのCHO細胞内での過剰発現系が構築され[2]、また、1997年にはα-L-イズロニダーゼ欠損マウスの作成により本病態のモデル動物が作成された[3]。2001年には酵素補充療法によるMPS Iの臨床試験結果が発表され、実際の患者（10名）への本酵素補充により肝脾腫の縮小、身長と体重の増加、肩と肘関節の動きの改善、睡眠時無呼吸頻度の低下、心不全状態の改善といった効果が認められた[4]。一方、半数（5名）の患者にアレルギー症状である蕁麻疹が発生し、また、ほぼ半数（4名）の患者で中和抗体が認められ、一定の副作用が観察されたことも事実である。
  - 本薬はGenzymeによりAldurazymeとして製剤化され、アメリカ合衆国、EUでは2003年に承認された。また日本においてもアウドラザイム（一般名:ラロニダーゼ（遺伝子組換え））という商品名で2006年に製造販売承認された。本製剤を週1回点滴静脈投与することによりMPS I患者で不足している酵素を外的に補充することで、MPS I患者が有する特有の諸症状の改善に寄与する。ただし、タンパク質は一般に血液脳関門を通過できないため、中枢神経症状に対する有効性は認められていない[5]ことに注意が必要である。なお、動物実験ではあるがくも膜下腔内投与を行うことにより、中枢神経症状の改善が見られることが報告されており[6][7]、血液脳関門の中枢神経側に安全に投与する技術が開発された場合、ムコ多糖症による中枢神経症状も改善される可能性がある。
- MPS II型
MPS II型（ハンター症候群; Hunter syndrome）はCharles A. Hunter（1873年-1955年）によりはじめて報告[8]された疾患であり、イズロン酸-2-スルファターゼの先天的欠損によりGAGの分解ができずに細胞内のリソソームに蓄積することにより引き起こされるものである。本タンパク質はゲノム上ではX染色体上に位置しており、従って本疾患は性染色体劣性遺伝による遺伝性代謝異常症である。
本疾患を有している新生児は、出生した時点では他の新生児と外見上の違いは見られないが、成長に伴い、騒音呼吸を初発症状として気道感染、肝脾腫を経て、1〜2歳ごろから特徴的な身体機能（特徴的な顔貌、骨変化、角膜混濁、関節の可動性低下）や精神発達遅滞が観察される。本疾患は進行性のものであり、重症の場合は成人することなく死亡する。しかし、循環器系に問題を有しない場合は若年で致死することは少なく、軽症の場合は精神発達遅滞が見られないこともある。尿中にムコ多糖であるデルマタン硫酸、ヘパラン硫酸が多量に排泄されることも知られている。
MPS IIは日本における本疾患の約半分を占めており、日本における患者数は120〜140人とされている。またオーストラリアにおいては約136,000人に1人の新生児が本疾患を発する。前述の通り本疾患は進行性のものであるため、可能な限り早期に鑑別し、早期に治療を開始する必要があった。しかしながら、従来は骨髄移植か対症療法しか治療法の選択肢がなく、文字通りの難病である。
前述の通り、本疾患は1917年にHunterにより報告され、その後の研究により、患者らは何らかの酵素が欠損していることが明らかとなったが、永年その原因は不明であった。しかし、1973年、Bachらにより患者らが欠損している酵素がイズロン酸-2-スルファターゼであることが明らかとなり[9]、さらに1990年にはWilsonらにより本酵素がクローニングされ、遺伝子配列が明らかとなった[10]ことにより、この遺伝病への治療の道が拓かれた。2006年、2007年には本酵素を用いた酵素補充療法の臨床試験結果が報告された[11][12]。患者において6分間歩行試験での歩行距離延長及び尿中GAG排泄量の減少が観察され、本療法の有効性が証明された。
  - 本酵素はElapraseとして米国及び欧州ではShireにより発売され、日本においてもエラプレース（一般名:イデュルスルファーゼ（遺伝子組換え））という商品名で2007年に製造販売承認された[13]。本酵素を週1回点滴静脈内投与することによりイズロン酸-2-スルファターゼを体内に補充し、リソソーム中に蓄積したGAGを分解し、症状の進行を遅らせることが可能となった。ただし、タンパク質は血液脳関門を通過できないため、中枢神経症状に対する有効性は認められていないことに注意が必要である。
- MPS III型 - サンフィリッポ症候群 (Sanfilippo syndrome)
1963年にSanfillipoらがヘパラン硫酸尿と知能障害を特徴とする症例を発表したのが疾患名の由来である[14]。蓄積するGAGはヘパラン硫酸で、尿中への大量排泄が認められるが、高値を示さない場合もあるので尿中GAGの定性分析による確認が必要である。
MPS IIIは欠損酵素の違いによりMPS III-A型〜III-D型の4つの亜型に分類されるが、臨床症状はほとんど同じである（欠損酵素はIII-A型：ヘパラン N-スルファターゼ、III-B型：α-N-アセチルグルコサミニダーゼ、III-C型：アセチルCoA α-グルコサミニド N-アセチルトランスフェラーゼ、III-D型：N-アセチルグルコサミン-6-スルファターゼ）。遺伝形式は常染色体劣性遺伝である。日本のMPS IIIの患者数は、衛藤班による平成13年の全国調査では19例であった[15]。オーストラリアでの発症率はIII-A、III-B、III-C及びIII-D型がそれぞれ169,000、230,000、593,000、514,000人に1人。
重度の精神発達の遅滞、アルツハイマーの様な知能・記憶障害、特徴的な容貌主が主症状であり、骨・関節異常や肝脾腫といった症状は軽度である。4〜5歳頃から睡眠障害や精神運動発達の遅滞が現れ、多くの場合、多動かつ攻撃的である。症状が進行するにつれ興奮性が強くなり、痙攣発作を合併することも多い。運動機能は末期まで保たれることが多いが次第に歩行困難をきたし、最終的には歩行不能、要重介護状態となる。寿命は概ね20歳代である。
MPS IIIは中枢神経系の症状が主徴であるため骨髄移植などの効果が期待し難く、その治療は対症療法に限られている。
- MPS IV型 - モルキオ症候群 (Morquio syndrome)
1929年にMorquioら[16]及びBrailsfordら[17]らにより各々独立に詳細な報告がなされた疾患である。後年、尿中にGAGの一種であるケラタン硫酸の排泄が報告され、ムコ多糖症であることが明らかとなった。
欠損酵素の違いによりMPS IV-A型とMPS IV-B型の亜型があるが、圧倒的にIV-A型のほうが多い（欠損酵素はIV-A型：N-アセチルガラクトサミン-6-スルファターゼ（GALNS）、IV-B型：β-ガラクトシダーゼ）。遺伝形式は常染色体劣性遺伝である。日本のMPS IVの患者数は、衛藤班による平成13年の全国調査では32例であった[15]。オーストラリアでの発症率はIV-A型が206,000人に1人。
骨及び関節障害が特徴的で、ムコ多糖症の中でも最も強い骨変形を示す。MPS IV-Aの重症型の場合、出生直後から胸腰椎の後・側湾、胸骨の突出といった変形が認められる。幼児期以降、短胴性の低身長、股関節などの形成不全を伴う四肢変形、脊椎側彎症/後湾症、環軸椎亜脱臼といった骨変形症状が著しくなる。特に環軸椎亜脱臼は生命予後に直接影響するので管理が重要である。関節障害は他のムコ多糖症と異なり、関節の過伸展や靭帯弛緩により不安定性をきたすのが特徴である。そのほかの臨床症状としては角膜混濁、難聴、心臓弁膜症がみられる。なお、精神発達の遅滞はなく知能は正常である。無治療の場合、10歳代後半に環軸椎亜脱臼に伴う呼吸不全などで死亡することが多い。軽症型の場合でも同様の症状が認められるが、その程度は軽度で進行も比較的に緩序であり、成人以降まで生存することが多い。
MPS IV-B型の症状もIV-A型の場合と同じであるが、比較的に軽度でIV-A軽症型に近い。生命予後は良いといわれている。
MPS IVの治療は骨髄移植術の効果が乏しいため、対症療法が中心である。現在のところ、酵素補充療法の薬剤は承認されていない。
- MPS VI型 - マロトー・ラミー症候群 (Maroteaux-Lamy syndrome)
1963年にMaroteauxら[18]、及び1965年にMaroteauxとLamy[19]が、尿中に大量のデルマタン硫酸の排泄を認める兄妹例を報告したことが疾患名の由来である。
MPS VIは乳児期から症状が現れて急速に進行する重症型をMPS VI-A型(急速進行型)、緩徐に進行する軽症型をMPS VI-B型(緩徐進行型)と分類することがあるが、いずれも欠損酵素はN-アセチルガラクトサミン-4-スルファターゼで、症状の進行度の相違のみに基づく分類であり、基本的に同じ病態である。責任酵素の遺伝子座は5q13.3で遺伝形式は常染色体劣性遺伝である。日本のMPS IVの患者数は、衛藤班による平成13年の全国調査では5例で[15]、ムコ多糖症の中でも少ない部類に入るが、ブラジルでは100例以上の患者が同定されており地域的な偏りがある。オーストラリアでの発症率は242,000人に1人。
急速進行型MPS VIの臨床症状はHurler症候群(重症型のMPS I)と類似しているが、基本的に精神遅滞はなく知能は正常であるのが特徴である。出生直後から特有顔貌、水頭症や胸骨などの形態異常が認められ、5〜7歳頃には成長が止まるため著しい低身長となる。また気道感染(風邪)を繰り返しやすい。疾患の進行につれて重度の関節拘縮に伴う運動制限、強い骨変形、角膜混濁や視力障害、滲出性中耳炎や難聴、肝脾腫、臍・鼠径ヘルニア、気道狭窄に伴う呼吸困難や睡眠時無呼吸、心臓弁膜症、手根管症候群などの神経症状といった種々の障害をきたす。無治療の場合、10歳代後半から20歳代前半に心不全や肺炎などに伴う呼吸不全で死亡することが多い。
緩徐進行型でも手指の運動制限や手根管症候群といった症状が認められるが、青年期以降まで症状が現れずに成人することもある。しかしながら末期には顕著な消耗性の症状をきたすことが多い。寿命は概ね40歳代だが、50歳以降まで生存した例もある。
- MPS VII型 - スライ病、スライ症候群 (Sly syndrome)
オーストラリアでの発症率は726,000人に1人
- MPS IX型
全世界で数例の患者が報告されているのみ

なお、MPS V(5型)とMPS VIII(8型)は欠番である。

## 症状と特徴
進行性の病気でありムコ多糖が蓄積することにより、ほぼ全身の臓器や組織が障害される。主な臨床症状は下記のようなものがある（ただし、型や個人差によって症状は大きく異なるため一概には言えない）。患者は徐々に衰弱する。寿命は重症の場合10歳から15歳までの間であるといわれる。軽症の場合では成人している患者も少なくない。
- 低身長
- 骨・関節の異常
- 特異顔貌（ガーゴイル様顔貌…外国では侮蔑的な場合もあるので注意）
- 知能障害
- 水頭症
- 角膜混濁、視力障害
- 難聴、聴力喪失・反復性の中耳炎
- 上気道や肺の易感染性（風邪を引きやすく、重篤化しやすい）
- 呼吸困難
- いびき・睡眠時無呼吸
- 心臓の異常（心臓弁膜症）

## 治療法
遺伝的要因によるものなので根治治療は難しい。現時点では胎児あるいは新生児の時点、すなわちできる限り早期に診断するのが治療には重要と考えられている。もちろん、これら遺伝子診断は倫理学的には解決しなければ問題が多いのも現実であるが、早期診断・早期治療はムコ多糖症の症状進行を食い止めるには有効な手段である。なお、治療法については確立されていないものも含め下記のようなものがある。
- 対症療法
- 酵素補充療法（Enzyme replacement therapy）
現在の医学水準では最も現実的で、かつ有効と考えられている治療法。ムコ多糖を分解する酵素（患者は、ムコ多糖を分解する酵素を先天的に欠損し、あるいは産生能が不足している）を製剤化し、点滴投与により補充する治療法。2010年8月現在、日本においてはI型（1型）、II型（2型）及びVI型（6型）の治療剤の製造販売が承認されている。ただし、これら酵素は血液脳関門を越えられないため、I型やII型における中枢神経症状には効能を示さないとされている。なお、VI型については現在のところ中枢神経症状を示さないとされているため、VI型については酵素補充療法が他の病型に比べ有効度が高いものと見込まれている。
  - MPS IV-A型（4A型）は現在、米国BioMarin社が酵素製剤の臨床試験を実施中である[22]。
- 骨髄移植
- 造血幹細胞移植
- 遺伝子治療

## 支援団体

### 日本ムコ多糖症親の会（MPS親の会）
- 1986年設立の患者団体。1988年に第1回交流会を開催。概ね一年ごとに東京と大阪で交互に（2010年は東京）、会員や医師達の交流会が実施されている。交流会は、患者家族や医師達との交流、情報交換などの中心的な役割をになってきている。
- 現在の組織は、患者家族からなる「家族会員」と患者家族ではない会員の「賛助会員」から成り立っている。
- 2007年4月14日に群馬県草津町で行われた自転車のヒルクライム競技大会「第12回ツールド草津」では写真、ポスターを掲示した展示ブースを設置した。多くのライダーが親の会のシンボルマークのステッカーを車体等に貼り、PRに貢献した。実行委員会から大会参加料収入の一部が寄付された。
- IV-A型(4A型,モルキオ病)の治療薬の製品化を目指すイノテック・バイオテクノロジ社に対して治験に日本人患者を参加させることを求める請願署名の募集が行われている。

### ムコ多糖症支援ネットワーク
- 日本のムコ多糖症患者のために、行政・国会・製薬会社等関係各所に対し働きかけて、治療薬の開発、治療薬の製造販売の早期承認や新生児マススクリーニングの実現に向けての活動を行っている任意団体。（2007年9月から2009年3月31日までは、特定非営利活動法人であった）2005年5月8日に放送された日本テレビのドキュメント番組『NNNドキュメント'05 「1億3千万分の1 =0ですか？」』を観たバンドネオン奏者の小松亮太が、2005年8月21日に母校である東京都足立区立の小学校にてチャリティライブを実施し、その収益を元に2005年8月に任意団体として発足した。小松亮太はその後もムコネットの活動告知や協力を呼びかけるなど、積極的な患者支援活動を行っている。
- レゲエグループの湘南乃風もムコネットとの協同で、患者支援活動を行っている。2007年2月4日、日本テレビ放送網系列の情報番組『THE・サンデー』がこの模様を放送した。反響により、2月18日にも放送された。メンバーの若旦那が支援のために書き下ろされた曲「みんなのうた」は、ムコネットのWebサイトで聴くことができる。9月2日放送の同番組において、司会者の徳光和夫が第1次安倍改造内閣で厚生労働大臣に就任したばかりの舛添要一へのインタビューにおいて、番組と湘南乃風が行ってきた同疾病に対する活動の報告をし、活動への支援を呼びかけた。これに対し舛添は、支援を検討すると発言した。
- 疾病の認識促進や支援を呼びかけるために、だいだい色のオリジナルのTシャツ（ムコネットTシャツ）[23]を着用してランニング大会等に参加する活動が全国各地の有志により行われている。